# Status quo ante bellum
Status quo ante bellum är ett latinskt uttryck som betyder "tillståndet man var i före kriget". (Ibland säger man bara status quo ante.) Uttrycket användes ursprungligen i fördrag och syftade då på att fiendetrupper drog sig tillbaka och att ingen sida erövrade något territorium eller ekonomisk och politisk makt. Detta skiljer sig från uti possidetis, som betyder att varje sida behåller allt territorium och annan egendom de har vid krigsslutet.
Termen status quo är en kort form för status quo ante (bellum) och har innebörden "oförändrat tillstånd". 